# 小行星6016
小行星6016（英語：6016）是一颗围绕太阳公转的小行星。1991年8月7日，亨利·E·霍爾特在帕洛马山发现了此天体。
这颗小行星的绝对星等为163.90823等。